# Slax
Slax är en live-CD-distribution av Linux baserad på linuxdistributionen Slackware. Utgåvorna Slax Standard och Kill-Bill använder KDE som skrivbordsmiljö, medan Popcorn använder Xfce. Fluxbox är ett alternativ i alla versioner förutom Frodo, som är avsedd för datorer med lite arbetsminne.
Den senaste versionen av Slax är 6.1.2 som är ungefär 200 mebibyte stor, släppt den 4 augusti 2010.

## Utgåvor av Slax
Det finns totalt sju utgåvor av Slax. De har alla sina egna unika finesser, även om de har vissa saker gemensamt. Nästan alla inkluderar skrivbordsmiljön KDE, förutom Slax Frodo och Slax Popcorn. Speciella finesser för varje utgåva finns som moduler, så det är till exempel möjligt att inkludera kompilatorer i Slax Popcorn.

### Slax Standard
Slax Standard är Slax med KDE 3.5, version 2.6.16 av Linuxkärnan och bättre förmåga att upptäcka trådlösa nätverk.

### Slax Kill-Bill
Slax Kill-Bill inkluderar Wine, för att köra Windows program i Slax. Den inkluderar också QEMU, som emulerar en dator och låter användaren köra andra operativsystem samtidigt med Slax.

### Slax Professional
Slax Professional har verktyg för att kompilera program. De vanliga verktygen för det kräver med än 40 mebibyte lagringsutrymme, så de kunde inte inkluderas i den vanliga versionen av Slax.

### Slax Frodo
Slax Frodo är en liten version, (omkring 50 mebibyte) som inte inkluderar X Window System. Det innebär att det inte finns något grafiskt användargränssnitt, utan endast ett kommandoradsgränssnitt. Det är bra för äldre datorer eller för servrar som inte kräver en grafisk miljö.

### Slax Hacker
Slax Hacker har hackarverktyg som ethereal, nätverkssniffare och andra säkerhetsrelaterade verktyg.

### Slax Server
Slax Server innehåller verktyg för servrar, såsom DNS, DHCP, Samba, HTTP, FTP, MySQL, SMTP, POP3, IMAP och SSH.

### Slax Popcorn
Slax Popcorn är en liten utgåva (runt 115 mebibyte) som inte inkluderar KDE, utan som istället är en GTK-baserad version av Slax med skrivbordsmiljön Xfce, program för multimedia och program från Mozilla.

## Innehåll (finesser)
Huvudmålet för Slax är att det ska vara enkelt att skräddarsy efter egna behov. Genom att använda Slackwarepaket kan man lägga till program och skapa en skräddarsydd distribution. Man kan även lägga till paket i RPM-format och katalogträd.
Slax innehåller i sitt grundläggande utförande följande program och funktioner:
- Operativsystemkärnan Linux 2.6.16
- X.org 6.9
- Filsystemen UnionFS och SquashFS
- Skrivbordsmiljön KDE 3.5.2
- Mediaspelarna MPlayer 1.0pre7 och KPlayer
- Rdesktop (rscp i KDE)
- Stöd för hotplug
- Cdrtools
- E-postprogrammet Mutt
- Nerladdningsverktyget Wget

En full lista över mjukvara kan hittas på Slaxs sida över mjukvara.